# ELI (motorfietsmerk)
Leader en ELI zijn Britse historische motorfietsmerken van dezelfde fabrikant.
De bedrijfsnaam was: The E.L.I. Motor Mfg. Co., Montpelier, Bristol.
Eli Clarke kwam in 1903 op de markt met de "Leader"-motorfietsen die waren uitgerust met een 2pk-Minerva-snuffelklepmotor. De machine had nog geen vering, maar tweedelige Preston Weir-wielen om de schokken enigszins op te vangen. Deze motorfiets bleef lang onveranderd, maar in 1908 werden vooral Britse JAP-eencilindermotoren van 2½-, 3½-, 3¾- en 4¼ pk toegepast, maar ook V-twins van 6-, 7- of 9 pk en een 3½pk-Fafnir-motor. Daarna verdween het merk van de markt.
Eli Clark was intussen een accessoirehandel geworden, maar tijdens de Olympia Show van 1911 presenteerde het bedrijf weer een aantal motorfietsmodellen, nu voorzien van 3½pk-Precision motoren onder de naam "ELI". Later kwamen daar ook weer 2½-, 3¾- en 4¼pk-modellen bij. Alle machines hadden directe riemaandrijving, met uitzondering van het 4¼pk-modell, dat een chain-cum-belt drive en dus ook een versnellingsbak had. In 1912 verdween het merk weer van de markt.